# رالف آدامز كرام
رالف آدامز كرام (بالإنجليزية: Ralph Adams Cram)‏ هو مهندس معماري أمريكي، ولد في 16 ديسمبر 1863 في هامبتون فالس في الولايات المتحدة، وتوفي في 22 سبتمبر 1942 في بوسطن في الولايات المتحدة.

## وصلات خارجية
- رالف آدامز كرام على موقع أوليمبيديا (الإنجليزية)
- رالف آدامز كرام على موقع الموسوعة البريطانية (الإنجليزية)